# Niels Hintermann
Niels Hintermann (Bülach, 5 mei 1995) is een Zwitserse alpineskiër.

## Carrière
Hintermann maakte zijn wereldbekerdebuut in november 2015 in Lake Louise, een maand later scoorde hij in Val Gardena zijn eerste wereldbekerpunten. Op 13 januari 2017 boekte hij in Wengen zijn eerste wereldbekerzege. Mede door deze overwinning eindigde Hintermann op de tweede plaats in het eindklassement in de combinatie tijdens de wereldbeker alpineskiën 2016/2017.

## Resultaten

### Olympische Winterspelen
| Jaar | Plaats | Resultaten   |
| ---- | ------ | ------------ |
| 2022 | Peking | 16e Afdaling |

### Wereldkampioenschappen
| Jaar | Plaats             | Resultaten                  |
| ---- | ------------------ | --------------------------- |
| 2019 | Åre                | 21e Afdaling 23e Combinatie |
| 2021 | Cortina d'Ampezzo  | DNF Afdaling                |
| 2023 | Courchevel-Méribel | 12e Afdaling                |

### Wereldbeker
Eindklasseringen
| Seizoen   | Algm | AD  | SG  | SC     |
| --------- | ---- | --- | --- | ------ |
| 2015/2016 | 122e | 48e | –   | 42e    |
| 2016/2017 | 54e  | 37e | 41e | Zilver |
|           |      |     |     |        |
| 2018/2019 | 69e  | 23e | 55e | 28e    |
| 2019/2020 | 33e  | 12e | -   | 19e    |
| 2020/2021 | 93e  | 28e | 55e |        |
| 2021/2022 | 13e  | 7e  | 27e |        |
| 2022/2023 | 24e  | 7e  | 34e |        |
| 2023/2024 | 33e  | 6e  | 33e |        |

Wereldbekerzeges
| Datum            | Plaats    | Onderdeel         |
| ---------------- | --------- | ----------------- |
| 13 januari 2017  | Wengen    | Alpine combinatie |
| 4 maart 2022     | Kvitfjell | Afdaling          |
| 17 februari 2024 | Kvitfjell | Afdaling          |